# شوهر جونم عاشق شده
شوهر جونم عاشق شده عنوان فیلمی ایرانی در سبک کمدی ساخته نصرت‌الله وحدت در سال ۱۳۵۵ است.

## داستان فیلم
منوچهر و دوستش احمد سازندهٔ فیلم‌های تبلیغاتی هستند. مدیر عامل موسسه‌ای که آن دو در آن جا کار می‌کنند به آنها اعتراض می‌کند که فیلم‌های تبلیغاتیشان ضعیف و فاقد جذابیت است. آن دو برای یافتن سوژه و تقویت تکنیک کارشان چند شب و روز را در محل کار به مشورت می‌گذارنند. همسران آن دو که به غیبت شوهرانشان مظنون شده‌اند، خود را شبیه دو بازیگر خارجی درمی آورند و با مراجعه به موسسه تبلیغاتی خواستار بازی در فیلم‌های تبلیغاتی می‌شوند. آن دو شوهرانشان را تحت نظر می‌گیرند و پس از اطمینان از رفتار آنها خود را معرفی می‌کنند.

## بازیگران فیلم
- نصرت‌الله وحدت (در نقش منوچهر)
- ژاله کریمی (در نقش همسر منوچهر)
- علی میری (در نقش  احمد)
- اصغر سمسارزاده (در نقش مدیر عامل)
- شهناز
- روحی ساوجی
- علی زاهدی